# Where Have I Known You Before
Where Have I Known You Before es el cuarto álbum de estudio de la banda estadounidense Return to Forever, publicado en septiembre de 1974 a través de Polydor Records.

## Antecedentes
Aunque el estilo de Return to Forever se mantuvo sin cambios desde su álbum anterior, Hymn of the Seventh Galaxy (1973), se produjeron cambios importantes en el sonido y la formación de la banda. Chick Corea comenzó a utilizar sintetizadores, como el Minimoog y el ARP Odyssey. Un cambio igualmente importante fue el reemplazo del guitarrista Bill Connors por Al Di Meola, de 19 años. Connors dejó la banda antes de la grabación de este álbum para concentrarse en su carrera en solitario acústico. Otra razón para su salida fue su renuencia a viajar; prefirió quedarse en el área de San Francisco. Además, Connors no estaba contento con que Chick le impusiera ciertos aspectos de la Cienciología.

## Grabación y contenido
Las sesiones de grabación del álbum tuvieron lugar entre julio y agosto de 1974 en The Record Plant, un estudio ubicado en Nueva York. Corea produjo el álbum mientras que Shelly Yakus se desempeñó como ingeniero de audio. Una vez completas las sesiones de grabación, Tom Rabstenek masterizó Where Have I Known You Before en Master Cutting Room, un estudio ubicado en Nueva York. El álbum contenía ocho canciones. Seis de las canciones fueron compuestas por el propio Corea. Entre las pistas más largas del álbum se encuentran tres improvisaciones cortas de piano de Corea, todas ellas con el título que comienza con «Where Have I...».
La canción de apertura es «Vulcan Worlds» de Stanley Clarke. La canción muestra que Clarke es “uno de los bajistas eléctricos más rápidos y fáciles que existen”. Cada músico, excepto el batería Lenny White, realizó solos largos. El siguiente tema largo es la composición de White «The Shadow of Lo», una pieza con muchos cambios de humor. El último tema del lado A es «Beyond the Seventh Galaxy» de Corea, una secuela de su «Hymn of the Seventh Galaxy», la canción que da nombre al álbum anterior del grupo. El lado B comienza con la improvisación colectiva «Earth Juice». La mayor parte del lado B está ocupada por el tema de 14 minutos de Corea «Song to the Pharaoh Kings», una canción notable por su uso de la escala menor armónica. La pista tiene una larga introducción de teclado, después de la cual Corea se une a la banda completa, y aparece un tema “oriental”. Cada miembro de la banda toca un solo largo.

## Promoción
Para promocionar el álbum, Return to Forever se embarcó en una gira musical de 5 meses en los Estados Unidos.

## Recepción de la crítica
Un escritor no especificado de Record World declaró: “[La banda] ha crecido hasta convertirse en una de las agrupaciones de jazz electrónico más unidas. El ritmo efectivo aquí contrasta temas más largos y más cortos”.

## Lista de canciones
Toda la música compuesta por Chick Corea, excepto donde esta anotado. 
| Lado uno |                                        |             |          |  |
| N.º      | Título                                 | Música      | Duración |  |
| 1.       | «Vulcan Worlds»                        |             | 7:51     |  |
| 2.       | «Where Have I Loved You Before?»       |             | 1:01     |  |
| 3.       | «The Shadow of Lo»                     | Lenny White | 7:34     |  |
| 4.       | «Where Have I Danced with You Before?» |             | 1:12     |  |
| 5.       | «Beyond the Seventh Galaxy»            |             | 3:11     |  |

| Lado dos |                                  |                                |          |  |
| N.º      | Título                           | Música                         | Duración |  |
| 1.       | «Earth Juice»                    | Corea Clarke White Al Di Meola | 3:45     |  |
| 2.       | «Where Have I Known You Before?» |                                | 2:09     |  |
| 3.       | «Song to the Pharaoh Kings»      |                                | 14:21    |  |

## Créditos y personal
Créditos adaptados desde las notas de álbum de Where Have I Known You Before.
Return to Forever
- Chick Corea – piano acústico, clavinet, piano eléctrico, órgano Yamaha, sintetizador, percusión
- Stanley Clarke – bajo eléctrico, órgano Yamaha, campanas tubulares
- Lenny White – batería, percusión, conga, bongó
- Al Di Meola – guitarra eléctrica, guitarra de doce cuerdas

Personal técnico
- Chick Corea – productor
- Shelly Yakus – ingeniero de audio
- Tom Rabstenek – masterización
- Neville Potter – concepto
- Petra Kinkele – diseño de portada
- Herb Deiwitz – fotografía de portada
- Pete Kaplan – fotografía de contraportada

## Posicionamiento
| Gráfica (1974)                            | Pico de posición |
| ----------------------------------------- | ---------------- |
| Estados Unidos (Billboard Top LPs & Tape) | 32               |